# Klaus Burges
Klaus-Dieter Burges (* 28. August 1947 in Nürnberg) ist ein ehemaliger deutscher Radrennfahrer und nationaler Meister im Radsport.

## Sportliche Laufbahn
Burges war im Bahnradsport und im Straßenradsport aktiv. 1975 gewann er die deutsche Meisterschaft im Steherrennen der Amateure. 1976 wurde er beim Sieg von Rainer Podlesch Dritter.
Im Mannschaftszeitfahren gewann er die Bronzemedaille bei den Meisterschaften 1975 mit der RSG Franken Katzwang (Friedrich von Loeffelholz, Klaus Burges, Eugen Heim, Dieter Flögel).